# Boris Mikhaïlov (photographe)
Pour les articles homonymes, voir Boris Mikhaïlov.
 (juillet 2022).
Boris Andreïevitch Mikhaïlov (en ukrainien : Борис Андрійович Михайлов), né le 25 août 1938 à Kharkiv (Ukraine), est un photographe ukrainien parmi les plus réputés au niveau international, et qui a travaillé activement dès l'époque soviétique.
Son travail est très influencé par l'art conceptuel ainsi que par la photographie sociale et documentaire.
Il vit et travaille à Berlin et à Kharkiv.

## Biographie
Né dans l'ancienne Union soviétique, Boris Mikhailov vit et travaille pendant plusieurs décennies dans sa ville natale de Kharkiv, en Ukraine.
Il suit une formation d'ingénieur et commence à enseigner la pratique de la photographie.
À la fin des années 1960, il présente sa première exposition. Après que le KGB a trouvé des photos de nu de sa femme, il lui est interdit d'exercer son métier d'ingénieur et il commence à pratiquer la photographie à plein temps. Il devient membre de l’École de photographie de Kharkiv.
Il fait une série de scènes de la vie quotidienne. Son œuvre la plus célèbre au cours de cette période (1968-1975) est la « Série Rouge », où il utilise principalement la couleur rouge pour prendre des personnes, des groupes et la vie de la ville. Le rouge est la couleur représentative de la révolution d'Octobre, des partis politiques et du système social de la société soviétique.
Dans Klebrigkeit (1982), il ajoute des notes explicatives, qu’il écrit comme un journal intime.
Comme une part importante de l'art contemporain, son travail est considéré comme un témoignage historique. Fortement critique de la situation politique actuelle en Russie, son œuvre est l'une des meilleures de la photographie documentaire sociale.
Après la chute du régime soviétique, Mikhaïlov présente trois séries qui donnent une image de celle-ci : « By the ground » en 1991, « At dusk » en 1993 et « Case History » en 1997. Il y étudie les conséquences de l'échec de l'Union soviétique pour la population. Il fait des séries de personnes sans-abri, qui lui ont rapidement fait confiance. Plus de 500 photographies montrent la situation des personnes qui, après l'échec de l'Union soviétique n'ont pas été en mesure d’entrer dans un système de garanties sociales. De façon très directe, Mikhailov rappelle sa critique contre le « masque de beauté » qui émerge de l'ère post-soviétique lors du passage au mode de vie capitalisme.
En 2004, Boris Mikhailov a exposé une première série sur Berlin. Là encore, son attention est attirée sur les personnes vivant à la lisière de la société. Il s’installe à Berlin en 2007.
Il est élu membre de l'Académie des arts de Berlin en 2008.
En septembre 2022, la Maison européenne de la photographie à Paris présente une grande exposition rétrospective de son œuvre que le photographe en exil dédie, alors que son pays est envahi par la Russie, « à tous ceux qui souffrent de cette attaque vicieuse et incompréhensible contre notre patrie, avec une très grande tristesse et une compassion infinie ».

### Prix et récompenses
- 2000 : lauréat du prix Hasselblad
- 2003 : prix dialogue de l'Humanité 2003, Rencontres de la photographie d'Arles.

## Expositions (sélection)

### Expositions personnelles
- 2022 : « Boris Mikhaïlov, Journal ukrainien », Maison européenne de la photographie, du 7 septembre 2022 au 15 janvier 2023[4],[1]
- 2019 : « Boris Mikhaïlov, l'âme, un subtil moteur à explosion », Centre Régional de la Photographie des Hauts-de-France, Douchy-les-Mines
- 2012 : 
  - Première rétrospective en Allemagne à la Berlinische Galerie
  - « Tea, Coffee, Cappuccino, 2000-2010 », galerie Suzanne Tarasiève, Paris
- 2011 : 
  - Expositions monographiques à la Tate Modern (Londres) et au MoMA (New York)
  - Palazzo Grassi (pendant la biennale de Venise)
- 2008 : « Look at Me, I Look at Water… or Perversion of Repose », galerie Suzanne Tarasiève, Paris
- 2007 : « Tea, Coffee, Cappuccino » (fragments), biennale de Venise (pavillon ukrainien)
- 2006 : Bereznitsky Gallery, Berlin
- 2005 :
  - Galerie Ilka Bree, Bordeaux
  - Centre de la Photographie, Genève
- 2004 : Institute of Contemporary Art, Boston, Massachusetts
- 2001 : Saatchi Gallery, Londres

### Expositions collectives
- 2009 : « Ça me touche », les invités de Nan Goldin, les Rencontres d'Arles, France

## Collections
- National Centre of Contemporary Art, Moscou
- Museum of Contemporary Art, Osaka (Japon)
- Foto Museum, Essen (Allemagne)

## Publications
- 2012 : Boris Mikhailov, I've Been Here Once Before / J'ai déjà été ici un jour, portrait du photographe[5], avec deux essais de Nicolas Bourriaud et François Prodromidès, éditions Hirmer et Les presses du réel, avec la participation de la galerie Suzanne Tarasiève, Paris  (ISBN 9782840664666)
- (en) Boris Michailov, Yesterday's sandwich, Londres, Phaidon Press, 2006 (ISBN 978-0-7148-4636-1).
- 2005 :
  - (en) Boris Michailov, Case history, Zurich, New York, Scalo Distributed in North America by D.A.P, 1999 (ISBN 978-3-908247-09-8)
  - (en) Boris Michailov, The Hasselblad award 2000 : Boris Mikhailov, Göteborg, Sweden New York, Hasselblad Center Distributed by Scalo Distributed by D.A.P, 2001 (ISBN 978-3-908247-42-5)
  - (en) Boris Michailov, Boris Mikhailov : look at me I look at water, or, perversion of repose, Gœttingue, Steidl, 2004 (ISBN 978-3-88243-968-7)

### Sources
- Look at Me, I Look at Water… or Perversion of Repose, exposition à la galerie Suzanne Tarasiève, Paris ; texte de Nicolas Bourriaud